# Маковое молоко
Маковое молоко — один из видов растительного молока, получаемый из семян мака. Это традиционный литовский напиток, одно из двенадцати блюд рождественского ужина Кучиос (Kūčios). Обычно его употребляют вместе с кучюкаем, ещё одним традиционным литовским блюдом в канун Рождества. Это также ингредиент кути, блюда, которое подают во время традиционного украинского рождественского застолья, Святвечера. С маковым молоком готовят и другое украинское блюдо — шулики. Этот напиток считается десертом.

## Приготовление
Для приготовления макового молока понадобится один-два стакана маковых семян. Семена мака замачивают в горячей воде примерно на сутки, периодически меняя воду, пока семена не станут мягкими. Затем семена мака измельчают в кухонном комбайне (или традиционно пестиком в ступке), пока не выйдет белая жидкость. Добавляют немного холодной воды (предпочтительно кипячёной и охлаждённой), семена мака процеживают и ещё раз измельчают. Этот процесс повторяется несколько раз, чтобы получить хороший концентрат макового молока. Затем концентрат макового молока разбавляют небольшим количеством холодной кипячёной воды (количество используемой воды зависит от вкуса и определённых семейных предпочтений, но вкус мака должен быть ярко выражен). Наконец, чтобы подсластить маковое молоко, добавляют немного сахара или меда.

## Другое использование
Хотя традиционно маковое молоко подают во время рождественских праздников, оно имеет и другие применения. Так, маковое молоко используется в качестве снотворного. Информация о воздействии макового молока ограничена, но исследования семян мака показали многообещающие результаты.
Маковое молоко также использовалось в качестве заменителя молока. Использование макового молока в качестве заменителя молока не является новым применением, но оно не часто включается в исследования альтернатив молоку.